# Jeanine Blé
Pour les articles homonymes, voir Blé (homonymie).
Jeanine Blé, née en 1975, est une athlète ivoirienne. 

## Biographie
Jeanine Blé est médaillée de bronze du saut en hauteur aux Championnats d'Afrique juniors 1995 à Bouaké et aux Championnats d'Afrique d'athlétisme 1996 à Yaoundé.
Elle est sacrée championne de Côte d'Ivoire du saut en hauteur en 1995, 1996 et 1997.